# Souleymane Diabate
Pour les articles homonymes, voir Diabate.
Souleymane Diabate est un joueur de basket-ball ivoirien, né le 21 juillet 1987 à Cocody. Il évolue au poste de meneur.

## Biographie
Il intègre la sélection de Côte d'Ivoire lors du Championnat d'Afrique 2007, aussi nommé Afrobasket 2007, lorsqu'il est choisi par son entraîneur de la JDA Dijon, Jacques Monclar qui occupe le poste de sélectionneur lors de cette compétition. La sélection termine au huitième rang après une défaite en quart de finale face au finaliste, le Cameroun. Il renoue avec le maillot ivoirien lors de l'édition suivante disputée à Tripoli. Les Ivoiriens terminent deuxième de la compétition derrière l'Angola. Cette place octroie à sa sélection une place pour le mondial 2010. Lors de celui-ci, les Ivoiriens concèdent quatre défaites et remportent une seule victoire, face à Porto Rico. Les statistiques de Diabaté sur la compétition sont de 9,4 points, 4,4 rebonds, 4,4 passes et 3,6 balles perdues.
Le 26 novembre 2013, il doit avoir plusieurs semaines de repos à cause d’une entorse de la cheville et d’une luxation de la tête du péroné. Il reprend l'entraînement le 5 février 2014.
Après une saison 2014-2015 réussie où il tourne presque à 10 points de moyenne, il s'engage le 16 novembre 2015 avec le Rouen Métropole Basket en Pro A. Malgré la relégation en Pro B, l'ivoirien réalise une très bonne saison. Il cumule ainsi 10,4 points, 6,5 passes décisives et 3,5 rebonds de moyenne sous le maillot normand.
Le 9 février 2022, il rejoint l'Union sportive monastirienne.

### Clubs successifs
- 2005 - 2009 :  Jeanne d'Arc Dijon Bourgogne (Pro A)
- 2009 - 2012 :  Chorale Roanne Basket (Pro A)
- 2012 - 2013 :  Stade Lorrain Université Club Nancy Basket (Pro A)
- 2013 - 2015 :  Basket Club Maritime Gravelines Dunkerque Grand Littoral (Pro A)
- 2015 - 2016 :  Rouen Métropole Basket (Pro A)
- 2022 :  Union sportive monastirienne (Pro A)
- 2022 :  Al-Ittihad Tripoli (Ligue 1)
- depuis 2022 : Petróleos Luanda (Ligue 1)

## Palmarès
- Champion de Tunisie : 2022
- Coupe de Tunisie : 2022
- Médaille d'or à la Ligue africaine 2021 ( Rwanda)
- Médaille d'or à la Ligue africaine 2022 ( Rwanda)
- Finaliste du Championnat d'Afrique de basket-ball 2021 avec l'équipe de Côte d'Ivoire de basket-ball
- Finaliste du Championnat d'Afrique de basket-ball 2009 avec l'équipe de Côte d'Ivoire de basket-ball

### Distinctions personnelles
- Participant au concours des meneurs au All-Star Game LNB 2010
- Sélection équipe étrangère All-Star Game LNB 2012
- Meilleur pourcentage de panier à trois points (59,1 %) de la Ligue africaine 2021
- Nommé pour le deuxième meilleure équipe du championnat libyen 2022